# رولاند ایلیادهی
رولاند ایلیادهی (آلبانیایی: Roland Iljadhi؛ زادهٔ ۱۸ اوت ۱۹۶۳) بازیکن فوتبال اهل آلبانی بود.
وی همچنین در تیم ملی فوتبال آلبانی بازی کرده‌است.